# Басдонгнай
Басдонгна́й (вьет. Đồng Nai Hạ; фр. Bas-Donnaï — «нижний Донгнай») — вулкан в юго-восточном Вьетнаме в провинции Донгнай, в районе Хошимина.
Вулкан «Басдонгнай» — вулканическое поле, известное также, как плато Суанлок. Наивысшая точка — 392 метра. Состоит из вулканических конусов и застывших лав, средняя высота которых не превышает 200-х метров. Сложены преимущественно базальтами. Сформировалось в доисторическую эпоху. Какие-либо сведения о вулканической деятельности отсутствуют.
Название «Басдонгнай» происходит от французского Bas-Donnaï, что является приблизительной латиницей вьетнамского названия местности времён французского господства в Индокитае и означает «нижний Донгнай».